# العلاقات الإستونية الإيطالية
العلاقات الإستونية الإيطالية هي العلاقات الثنائية التي تجمع بين إستونيا وإيطاليا.

## مقارنة بين البلدين
هذه مقارنة عامة ومرجعية للدولتين:
| وجه المقارنة                                              | إستونيا                                                                             | إيطاليا                                                  |
| --------------------------------------------------------- | ----------------------------------------------------------------------------------- | -------------------------------------------------------- |
| المساحة (كم2)                                             | 45.34 ألف                                                                           | 301.34 ألف                                               |
| عدد السكان (نسمة)                                         | 1.32 مليون                                                                          | 60.60 مليون                                              |
| الكثافة السكانية (ن./كم²)                                 | 29.11                                                                               | 201.1                                                    |
| العاصمة                                                   | تالين                                                                               | روما، فلورنسا، تورينو                                    |
| اللغة الرسمية                                             | اللغة الإستونية                                                                     | اللغة الإيطالية                                          |
| العملة                                                    | يورو، كرون إستوني، كرون إستوني، المارك الإستوني                                     | يورو، ليرة إيطالية                                       |
| الناتج المحلي الإجمالي (بليون دولار)                      | 25.92 مليار                                                                         | 1.93 تريليون                                             |
| الناتج المحلي الإجمالي (تعادل القوة الشرائية) بليون دولار | 38.11 مليار                                                                         | 2.26 تريليون                                             |
| الناتج المحلي الإجمالي الاسمي للفرد دولار أمريكي          | 17.79 ألف                                                                           | 29.96 ألف                                                |
| الناتج المحلي الإجمالي للفرد دولار أمريكي                 | 28.14 ألف                                                                           | 35.46 ألف                                                |
| مؤشر التنمية البشرية                                      | 0.871                                                                               | 0.873                                                    |
| رمز المكالمات الدولي                                      | +372                                                                                | +39                                                      |
| رمز الإنترنت                                              | .ee                                                                                 | .it                                                      |
| المنطقة الزمنية                                           | ت ع م+02:00، ت ع م+03:00، توقيت شرق أوروبا، أوروبا/تالين ‏، توقيت شرق أوروبا الصيفي ‏ | توقيت وسط أوروبا، ت ع م+01:00، ت ع م+02:00، أوروبا/روما ‏ |

## مدن متوأمة
في ما يلي قائمة باتفاقيات التوأمة بين مدن إستونية وإيطالية:
- ترتبط Tartu (urban municipality) [الإنجليزية]‏ مع فيرارا باتفاقية توأمة.[18]
- ترتبط تالين مع البندقية باتفاقية توأمة منذ 1955.[19][20][20][21]
- ترتبط Haapsalu (urban municipality) [الإنجليزية]‏ مع جريف في شيانتي باتفاقية توأمة.[22][23][24][25]

## منظمات دولية مشتركة
يشترك البلدان في عضوية مجموعة من المنظمات الدولية، منها:
| علم المنظمة | اسم المنظمة                               | تاريخ انضمام إستونيا | تاريخ انضمام إيطاليا |
| ----------- | ----------------------------------------- | -------------------- | -------------------- |
|             | مجلس أوروبا                               | ?                    | 5 مايو 1949          |
|             | منظمة التعاون الاقتصادي والتنمية          | ?                    | 29 مارس 1962         |
|             | منظمة التجارة العالمية                    | ?                    | 1995                 |
|             | المنظمة الأوروبية لسلامة الملاحة الجوية   | 2015                 | 1996                 |
|             | الاتحاد البريدي العالمي                   | ?                    | ?                    |
|             | الاتحاد الأوروبي                          | 1 مايو 2004          | 25 مارس 1957         |
|             | الوكالة الدولية للطاقة الذرية             | 1992                 | ?                    |
|             | الوكالة الدولية للطاقة                    | ?                    | ?                    |
|             | حلف شمال الأطلسي                          | 29 مارس 2004         | 4 أبريل 1949         |
|             | مجموعة الموردين النوويين                  | ?                    | ?                    |
|             | يونسكو                                    | 14 أكتوبر 1991       | ?                    |
|             | اتفاقية السماوات المفتوحة                 | ?                    | ?                    |
|             | مؤسسة التمويل الدولية                     | 9 أغسطس 1993         | 27 ديسمبر 1956       |
|             | المركز الدولي لتسوية المنازعات الاستشارية | 23 يوليو 1992        | 28 أبريل 1971        |
|             | الفريق المعني برصد الأرض                  | ?                    | ?                    |
|             | منظمة حظر الأسلحة الكيميائية              | ?                    | ?                    |
|             | مؤسسة التنمية الدولية                     | 11 أكتوبر 2008       | 24 سبتمبر 1960       |
|             | مجموعة أستراليا                           | 2004                 | 1985                 |
|             | منظمة الأمن والتعاون في أوروبا            | 10 سبتمبر 1991       | 25 يونيو 1973        |
|             | مركز تنسيق الحركة في أوروبا ‏              | ?                    | ?                    |
|             | وكالة ضمان الاستثمار متعدد الأطراف        | 24 سبتمبر 1992       | 29 أبريل 1988        |
|             | الاتحاد الدولي للاتصالات                  | 19 مايو 1922         | 1866                 |
|             | منظمة الشرطة الجنائية الدولية             | ?                    | ?                    |
|             | الأمم المتحدة                             | 17 سبتمبر 1991       | 14 ديسمبر 1955       |
|             | البنك الدولي للإنشاء والتعمير             | 23 يونيو 1992        | 27 مارس 1947         |
|             | المنظمة الهيدروغرافية الدولية             | ?                    | ?                    |

## أعلام
هذه قائمة لبعض الشخصيات التي تربطها علاقات بالبلدين:
- أورنيلا موتي (ممثلة إيطالية، 9 مارس 1955[36][37] – )

## وصلات خارجية
- موقع وزارة الخارجية الإستونية
- موقع وزارة الخارجية الإيطالية